# Кремено (Ленинградская область)
Кре́мено — деревня в Гатчинском муниципальном округе Ленинградской области.

## История
В XVI веке Кремено входило в состав Климентовского Тесовского погоста Новгородского уезда Водской пятины Новгородской земли. В разное время имела различные названия: «на Кромяни у часовни», Кромина, Кремена, Кромены, Кромяна.
Деревня Кремна, у места впадения реки «Кремна» (Кременка) в реку «Осередешъ» (Оредеж), упоминается на карте Санкт-Петербургской губернии Я. Ф. Шмита 1770 года.

КРЕМИНО — деревня принадлежит Ораниенбаумскому дворцовому правлению, число жителей по ревизии: 150 м. п., 150 ж. п. (1838 год)

Согласно карте Ф. Ф. Шуберта в 1844 году деревня Кремена насчитывала 44 крестьянских двора.
В пояснительном тексте к этнографической карте Санкт-Петербургской губернии П. И. Кёппена 1849 года она записана как деревня Kremena, Kremino (Кремена, Кремино) и указано количество её жителей на 1848 год: ижоры — 164 м. п., 165 ж. п., всего 329 человек.

КРЕМЕНО — деревня Ораниенбаумского дворцового правления, по просёлочной дороге, число дворов — 50, число душ — 167 м. п.(1856 год)

КРЕМЕНА — деревня, число жителей по X-ой ревизии 1857 года: 170 м п., 169 ж. п.

КРЕМЕНА — деревня Дворцового ведомства при реке Кремянке, число дворов — 52, число жителей: 157 м. п., 145 ж. п.; Часовня православная. (1862 год)

В 1872 году временнообязанные крестьяне деревни выкупили свои земельные наделы у великой княгини Елены Павловны и стали собственниками земли.
Согласно подворной описи 1882 года:

КРЕМЕНА — деревня Кременского общества Глебовской волости

домов — 170, душевых наделов — 170, семей — 83, число жителей — 203 м. п., 256 ж. п.; разряд крестьян — собственники

Сборник Центрального статистического комитета описывал деревню так:

КРЕМЕНЯ — деревня бывшая удельная Глебовской волости при речке Кремянке, дворов — 75, жителей — 370; часовня, школа, водяная мельница, 4 лавки. (1885 год).

В 1900 году, согласно «Памятной книжке Санкт-Петербургской губернии», земли имения Кремена принадлежали: крестьянину Агапу Никитину — 194 десятины и крестьянам Егору и Агапу Михеевым — 193 десятины.
В конце XIX — начале XX века деревня административно относилась к Глебовской волости 1-го стана Лужского уезда Санкт-Петербургской губернии.
Согласно военно-топографической карте Петроградской и Новгородской губерний издания 1915 года деревня называлась Кремена и насчитывала 44 крестьянских двора.
В 1920 году в деревне была построена деревянная церковь во имя архангела Михаила, в 1930 году она была закрыта, здание не сохранилось.
Согласно данным переписи населения СССР 1926 года в деревне Кремено Кременского сельсовета Глебовской волости Троцкого уезда проживали 418 человек, русские и дна польская семья.
В 1928 году население деревни составляло 422 человека.
По данным 1933 года, деревня Кремено являлась административным центром Кременского сельсовета Оредежского района, в который входили 4 населённых пункта: деревни Воцко, Лысово, Кремено и Чаща, общей численностью населения 614 человек.
По данным 1936 года в состав Кременского сельсовета входили 6 населённых пунктов, 159 хозяйств и 2 колхоза.
C 1 августа 1941 года по 31 января 1944 года находилась в оккупации.
В 1965 году население деревни составляло 49 человек.
По данным 1966, 1973 и 1990 годов деревня Кремено входила в состав Чащинского сельсовета Гатчинского района.
В 1997 году в деревне проживали 12 человек, в 2002 году — 1 человек (русский), в 2007 году — 4.

## География
Кремено — самый южный населённый пункт Гатчинского района. Деревня расположена в юго-восточной части района на автодороге 41К-512 (Чаща — Кремено).
К западу от деревни находятся остановочные пункты платформа 100 км и платформа 101 км, Санкт-Петербург-Витебского отделения Октябрьской железной дороги. Расстояние до ближайшей железнодорожной станции Чаща — 7 км.
Расстояние до административного центра поселения, посёлка городского типа Вырица — 60 км.
Деревня находится на правом берегу реки Кременки, близ её впадения в реку Оредеж.

## Демография
| 1862 | 2007 | 2010 | 2017 |
| ---- | ---- | ---- | ---- |
| 302  | ↘4   | ↗7   | ↘3   |

### Национальный состав
Согласно данным Всероссийской переписи населения 2021 года в деревне проживал 51 человек, все русские.

## Садоводство
Кремено-2.